# Księstwo Antiochii
Księstwo Antiochii – państwo założone przez krzyżowców podczas I wyprawy krzyżowej na terenie obecnej Turcji i Syrii.

## Początki
Po przejściu wojsk I Wyprawy krzyżowej przez Anatolię Baldwin z Boulogne i Tankred podążyli na wschód, gdzie Baldwin utworzył Hrabstwo Edessy, główna armia krzyżowców skierowała się na południe i przystąpiła do oblężenia Antiochii. Boemund z Tarentu dowodził oblężeniem od października 1097. Oblężenie przeciągało się, zimą głód zmusił krzyżowców do zjadania własnych koni, a nawet zdarzały się wśród nich przypadki kanibalizmu. Boemund zdołał jednak nakłonić antiocheńczyka imieniem Firuz, byłego chrześcijanina, do wpuszczenia krzyżowców do miasta. Nastąpiło to 3 czerwca 1098 i zakończyło się masakrą muzułmańskich mieszkańców.
Cztery dni później przybyła muzułmańska armia z Mosulu, dowodzona przez atabega Kurbughę, która rozpoczęła oblężenie miasta. Aleksy I Komnen, cesarz bizantyński, który wyruszył, by wspomóc krzyżowców, zawrócił, gdy dowiedział się, że miasto jest oblężone przez muzułmanów. Mimo to zagłodzeni niemal na śmierć i skrajnie zdesperowani krzyżowcy, zaproponowali Kurbudze bitwę pod murami miasta. Kurbugha, sądząc, że ma zwycięstwo w kieszeni, zachował się honorowo i pozwolił krzyżowcom spokojnie wyjść z miasta i ustawić się w szyku na polu bitwy. Wszyscy krzyżowcy walczyli pieszo, gdyż ich konie już dawno padły, co się jednak paradoksalnie okazało ich wielką siłą. Krzyżowcami dowodził Boemund, który zorganizował ich wszystkich w jedną dużą falangę pieszą, która mimo wielkich strat przemaszerowała przez pole bitwy i szybko zdobyła obóz Kurbughi. Pożar obozu wywołał panikę wśród Turków i ich odwrót, mimo że wciąż mogli wygrać bitwę. Bitwa kosztowała jednak krzyżowców ogromne straty – zostali w niej wybici niemal wszyscy Normanie, którzy stanowili czoło pieszej falangi. Istotną rolę w bitwie odegrała Święta Włócznia, którą miał być przebity bok Chrystusa, a która została odnaleziona w katedrze antiocheńskiej i uznana za Znak Boży sprzyjający krzyżowcom.
Po zwycięstwie Boemund ogłosił się księciem Antiochii.

## Wczesna historia
W bitwie w 1100 Boemund został pojmany, a jego siostrzeniec Tankred został regentem. Tankred poszerzył księstwo, zdobywając miasta Tarsus i Latakia należące do Bizancjum. Boemund, zwolniony w 1103, powierzył władzę Tankredowi ponownie w 1105, kiedy udał się do Włoch żeby zrekrutować więcej wojska. Zaatakował przy ich użyciu Bizancjum w 1107, ale w 1108 został pokonany pod Dyrrachium i zmuszony przez cesarza Aleksego do podpisania traktatu, z którego wynikało, że do śmierci Boemunda księstwo będzie lennem cesarstwa, po niej zaś powróci pod bezpośrednią władzę cesarzy. Boemund walczył także z bejem Aleppo przy pomocy Baldwina i Joscelina z Edessy. Kiedy Baldwin i Joscelin zostali pojmani, Tankred został regentem Edessy. Boemund wrócił do Włoch, gdzie zmarł w 1111 r.
Aleksy I domagał się od Tankreda przyłączenia Księstwa Antiochii do Bizancjum, ale Tankred uzyskał wsparcie Hrabstwa Trypolisu oraz Królestwa Jerozolimskiego i udało się utrzymać niezależność. Tankred zmarł w 1112 władzę przejął nieletni Boemund II, regentem został siostrzeniec Tankreda Roger z Salerno, który odparł najazdy Wielkich Seldżuków zadając im w roku 1115 druzgocąca klęskę w bitwie pod Danis.
28 czerwca 1119 Roger poległ w bitwie pod Sarmadą (zwaną bitwą na Krwawym Polu) i regentem został Baldwin II. Boemund II poślubił córkę Baldwina II Alicję i rządził tylko 4 lata. Po jego śmierci księstwo odziedziczyła jego córka Konstancja, a Baldwin II ponownie pełnił rolę regenta do 1131. Po jego śmierci regentem został Fulko. W 1136 10-letnia Konstancja poślubiła 36-letniego Rajmunda z Poitiers. Rajmund zaatakował bizantyjską Cylicję. W wyniku konfliktu cesarz Jan II Komnen w 1138 zmusił Rajmunda do ślubowania posłuszeństwa, ale interwencja Joscelina II spowodowała odwrót Jana II. Jan II planował podbój wszystkich państw krzyżowców do 1142, ale jego śmierć przerwała realizację tych zamiarów.

## Wpływy bizantyjskie i ormiańskie
Po upadku Edessy w 1144, Antiochia została zaatakowana przez Nur ad-Dina. Większość księstwa została podbita, a Rajmund poległ w bitwie pod Inab w 1149. W 1153 Konstancja poślubiła Renalda de Châtillon. Renald popadł jednak w konflikt z Bizancjum. W wyniku tego w 1159 Manuel I Komnen przybył do księstwa, aby przejąć władzę.
Renald został pojmany przez muzułmanów w 1160 i regentem został łaciński patriarcha Antiochii. Renald został wypuszczony w 1176, jednak nigdy nie powrócił do Antiochii. W międzyczasie, Manuel poślubił córkę Konstancji Marię, ale w 1163 władzę przejął jej syn Boemund III. Boemund III w 1164 został pojmany przez Nur ad-Dina i powrócił do księstwa w 1165. Poślubił jedną z siostrzenic Manuela, która ustanowiła prawosławny patriarchat w mieście.
Dzięki pomocy flot z włoskich miast Antiochia przetrwała najazd Saladyna na Królestwo Jerozolimskie.

## Upadek
Sułtan egipskich mameluków Bajbars zdobył Antiochię w 1268 roku, kończąc tym samym 170-letnią historię księstwa Antiochii.

## Książęta Antiochii 1098–1268
- Boemund I 1098–1111
  - Tankred regent 1100–1103; 1105–1112
- Boemund II 1111–1130
  - Roger z Salerno regent 1112–1119
  - Baldwin II regent 1119–1126
- Konstancja 1130–1163
  - Baldwin II regent 1130–1131
  - Fulko regent 1131–1136
- Rajmund z Poitiers 1136–1149 (jako mąż Konstancji)
  - Baldwin III Jerozolimski regent 1149–1150
- Renald de Châtillon 1153–1160 (jako mąż Konstancji)
- Boemund III 1163–1201
- Boemund IV 1201–1216
- Rajmund Ruben 1216–1219
- Boemund IV 1219–1233 (ponownie)
- Boemund V 1233–1251
- Boemund VI 1251–1268